# Mais (Isen)
Mais ist ein Gemeindeteil des Marktes Isen im oberbayerischen Landkreis Erding. 

## Lage

Blick von Niederöd nach Mais, 2023

Das Dorf Mais liegt 1,25 Kilometer südwestlich des Marktplatzes von Isen in der Gemarkung Westach.

## Bevölkerungsentwicklung
Um 1871 gab es in Mais 33 Einwohner. Im Mai 1987 lebten dort 66 Einwohner in 15 Wohngebäuden, die in 19 Wohnungen aufgeteilt waren.
| Jahr      | 1871 | 1925 | 1950 | 1970 | 1987 |
| Einwohner | 33   | 55   | 49   | 58   | 66   |